# 鵝貢戰役
鵝貢戰役是越戰中一場小型戰役，發生於1963年9月3日。越南南方民族解放陣線認為這場戰役是對抗南越軍隊的另一個北村。對南方來說，這次行動的目標是為了驅逐先前在邑北的衝突存活下來的抵抗軍。美軍與南越軍在使用大砲痛擊試圖從美軍特種部隊的狙擊海中逃離的抵抗軍，並造成越共極大的傷亡後，最終獲得了勝利。但後來卻發現俘虜到的91名越共部隊是剛徵召的部隊，且無武器。